# The Last Leaf (film 1917)
The Last Leaf è un cortometraggio muto del 1917 diretto da Ashley Miller.

## Produzione
Il film fu prodotto dalla Vitagraph Company of America (come Broadway Star Features).

## Distribuzione
Distribuito dalla General Film Company, il film - un cortometraggio in due bobine - uscì nelle sale cinematografiche USA il 15 dicembre 1917.